# Thor Garson
Thor Garson ist eine seit 2007 in bislang fünf Teilen erschienene Abenteuerroman-Serie von Wolfgang Hohlbein. Alle Romane spielen in der Zeit um 1935. Hauptfigur ist der Namensgeber der Reihe Thor Garson. Garson ist ein amerikanischer Reporter, der im Deutschen Reich geboren wurde und Hobby-Archäologe ist. Es handelt sich bei den Romanen jedoch um keine Neuschöpfungen, sondern um eine leicht veränderte Neuauflage der fünf von Hohlbein bereits 1990 bis 1992 verfassten Indiana-Jones-Romane Die Gefiederte Schlange, Das Schiff der Götter, Das Gold von El Dorado, Das Geheimnis der Osterinseln und Das Schwert des Dschingis Khan.

## Bände

### Der Dämonengott
Im südamerikanischen Regenwald bekommt Thor Garson von seinem tödlich verwundeten Freund ein goldenes Amulett anvertraut. Der Anhänger zeigt den Maya-Gott Quetzalcoatl. Im Laufe seines Abenteuers lernt Garson Joana, die Tochter seines verstorbenen Freundes, kennen und beide reisen in den Regenwald, um das Geheimnis des Anhängers zu ergründen. Dabei werden sie von zwielichtigen Gestalten, wie Maya-Kriegern oder okkulten Wahnsinnigen, verfolgt. Schon bald erfährt Garson, dass mittels des Anhängers der Schlangengott wiedererweckt werden kann. Als Garson schließlich das Amulett an seinen verräterischen Freund José verliert, der ein okkulter Maya-Priester ist, wird der Gott wieder zum Leben erweckt und vernichtet den Priester und seine Maya-Krieger.

### Das Totenschiff
Die Besatzung eines Schiffes empfängt im Nordpolarmeer Notrufe von einem mysteriösen Eisberg. Auf dem Eisberg finden sie einen offenbar geisteskranken deutschen Wissenschaftler, der, bekleidet wie ein Wikinger, die Rettungsmannschaft des Schiffes angreift und zwei Besatzungsmitglieder tötet. Zurück in den USA berichtet der Kapitän von dem Vorfall, woraufhin ein Erkundungsteam, bestehend aus dänischen Wissenschaftlern, deutschen SS-Offizieren und unter anderen Thor Garson, zum Eisberg ausgesandt wird. In einem Kriegszeppelin bricht das Team auf, um den Eisberg zu erforschen. An Bord erfahren die Mitglieder des Teams den wahren Grund ihrer Expedition: Im Inneren des Eisberges wurde ein antikes Drachenboot der Wikinger entdeckt. Je näher sie dem Eisberg, „Odinsland“ genannt, kommen, desto mehr wächst das Aggressionspotential bei allen an Bord. Doch das Unternehmen wird sabotiert, und der Zeppelin wird über dem Eisberg von einem deutschen U-Boot abgeschossen. Die Überlebenden werden von den Nazis gefangen genommen und Thor Garson gezwungen, das Geheimnis des Schiffes zu erkunden. Schnell stellt Garson fest, dass es sich bei dem Schiff um Naglfar handelt. An Bord des Schiffes befindet sich Mjöllnir, der Hammer Thors. Damit der Hammer nicht in die Hände der Nazis gerät, zerstört Garson des Eisberg, und das Schiff fährt fort. Die Überlebenden werden an Bord des deutschen U-Boots in die USA zurückgebracht.

### Der Fluch des Goldes
Durch Zufall fallen Thor Garson einige Schmuckstücke aus reinem Gold in die Hände, und schon ist ein südamerikanischer Gangsterboss hinter ihm her. Angeblich stammt das Gold aus dem legendären El Dorado. Thor Garson begibt sich auf den Weg nach Bolivien, um dem Geheimnis auf die Spur zu gehen. Dabei muss er sich gegen die Einheimischen und die Schläger des Gangsterbosses durchsetzen. Schließlich entdeckt Garson einen Krater, in dessen Zentrum alles aus Gold zu bestehen scheint. Doch schon schnell stellt sich heraus, dass dieses Gold radioaktiv kontaminiert ist. Gerade noch rechtzeitig kann Garson aus der Strahlenfalle entfliehen, seine Feinde und Begleiter jedoch finden im Krater den Tod.

### Das Kristall des Todes
Thor Garson bricht als Leiter einer Expedition zur Osterinsel auf. Doch die Forschungsreise endet nach einem Angriff der Nazis auf das Forschungsschiff vor einer geheimnisvollen Insel inmitten Polynesiens. Auf dieser vom Dschungel überwucherten Insel lebt ein Volk, das einen Gott anbetet, der in Form eines roten Kristalls als tödliche Waffe eingesetzt werden kann. Thor Garson gelingt es, den Kristall an sich zu bringen und auf dem Meeresboden zu versenken. Die Insel wird von dem Kriegsschiff der Nazis zerstört.